# Тамара Кларк
Тамара Кларк (англ. Tamara Clark; нар. 9 січня 1999) — американська легкоатлетка, яка спеціалізується на спринті.

## Спортивні досягнення
Чемпіонка світу з естафетного бігу 4×100 метрів (2023, виступала в попередньому забігу).
Фіналістка (6-е місце) чемпіонату світу з бігу на 200 метрів (2022).
Віцечемпіонка США з бігу на 200 метрів (2022). Фіналістка (4-е місце) чемпіонату США з бігу на 100 метрів (2023).
Фіналістка (4-е місце) чемпіонату США в приміщенні з бігу на 60 метрів (2024).